# Jamésie
Jamésie es un territorio equivalente a un municipio regional de condado (TE) de Nord-du-Québec, Canadá.
Su código geográfico es 991 y, junto con Kativik TE y Eeyou Istchee TE, forma la región administrativa y la división censal (CD) de Nord-du-Québec. Tiene una superficie de 283.955 km² (más grande que el estado de Arizona en Estados Unidos) y una población de 13.941 habitantes en 2016. Chibougamau es la comunidad más grande tanto de Jamésie TE como de Nord-du-Québec.
La superficie original del censo de 2006 se redujo en aproximadamente un 1,74% y la población se redujo en un 47,25% por la creación y la salida de la ET de Eeyou Istchee en 2007. Se produjeron otros cambios administrativos en virtud del Acuerdo sobre la Gobernanza en el Territorio Eeyou Istchee de la Bahía de James del 24 de julio de 2012, cuando el municipio local de Baie-James dentro de Jamésie dejó de existir, y fue sustituido por el municipio local del Territorio Eeyou Istchee de la Bahía James, que es un municipio local especializado gobernado y gestionado conjuntamente por los Cree de Eeyou Istchee TE y los no Cree de Jamésie TE.

## Subdivisiones
El TE de Jamésie consta de:
- El municipio (M) de Territorio Eeyou Istchee de la Bahía James; y
- enclavado en él, las ciudades (V) de

- Lebel-sur-Quévillon
- Matagami
- Chapais
- Chibougamau